# Ophichthus rotundus
Ophichthus rotundus är en fiskart som beskrevs av Lee och Asano, 1997. Ophichthus rotundus ingår i släktet Ophichthus och familjen Ophichthidae. Inga underarter finns listade i Catalogue of Life.